# Zhu Shijie

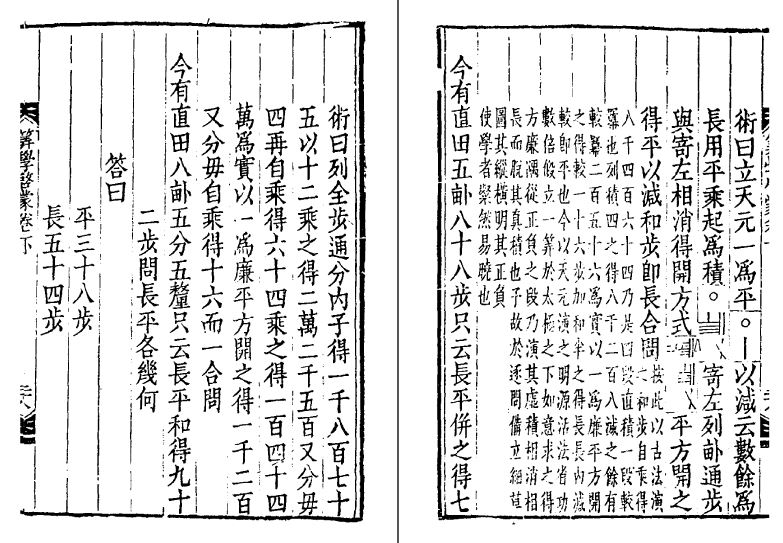
Geschrift

Zhu Shijie (朱世杰 1270-1330), ook bekend als Chu Shih-Chieh, was een van de grootste Chinese wiskundigen ooit. Zhu is zijn achternaam. Twee van zijn overgeleverde werken zijn: Suanxue qimeng, Inleiding tot rekenkundige studie 算学启蒙, Suanxue qimeng, en De jadespiegel van de vier onbekenden, 四元玉鑒.
Zhu rekende met polynomen en leerde daardoor met vierkantswortels en derdemachtswortels omgaan. Hij ontwikkelde in 1247 het hornerschema, 570 jaar eerder dan dat William George Horner dat vond. Hij beschrijft dat in zijn De jadespiegel van de vier onbekenden.